# Ana Paula (política)
Ana Paula Mendes de Araújo Santana, mais conhecida como Ana Paula, (Guadalupe, 14 de abril de 1969) é uma pedagoga e política brasileira, deputada estadual pelo Piauí.

## Dados biográficos
Filha de Francisco Donato Linhares de Araújo e Iani Mendes de Araújo. Formada em Pedagogia na Universidade Estadual do Piauí, construiu sua carreira política no PMDB elegendo-se prefeita de Sebastião Leal em 1996 e reeleita em 2000. Eleita deputada estadual em 2006 e 2010, foi secretária de Justiça no governo Moraes Souza Filho e durante o terceiro e o quarto mandato do governador Wellington Dias ocupou a Secretaria de Assistência Social nos impedimentos do titular. Em 2021 assumiu a Superintendência de Desenvolvimento Urbano Norte na administração de José Pessoa Leal como prefeito de Teresina.
Seu irmão, Chico Filho, foi eleito prefeito de Bertolínia em 1988, deputado estadual em 1994, 1998 e 2002 e depois prefeito de Uruçuí em 2004. Outro irmão, José Donato de Araújo Neto, elegeu-se prefeito por quatro mandatos, sendo três em Canavieira (1992, 2000 e 2004) e um em Bertolínia (2008). Ana Paula foi sucedida na Assembleia Legislativa do Piauí pelo marido, Zé Santana, eleito em 2014 e 2018. Este último, inclusive, foi efetivado senador pelo Piauí quando Regina Sousa renunciou dias antes de assumir o mandato de vice-governadora no quarto mandato de Wellington Dias. Em 2020 perdeu a eleição para prefeita de Uruçuí e em 2022 elegeu-se deputada estadual pela terceira vez.